# 火星異種角色列表
以下是《火星異種》登場人物。
以下分別描述第一部和第二部的人物。至於貫穿第一部・第二部的登場人物、則按照故事登場時的狀況加以描述。第二部以第一部結束時20年後的世界作為舞台。第零部則是第一部的22年前的世界作為舞台、也就是第二部的42年前。

## 巴格茲2號乘員
BUGS 2號，2599年，共15人，13人死亡，2人生還。
小町小吉 聲：木内秀信
 日本；男性；舊式人體改造 『 BUGS手術 』 ：日本大黃蜂（大雀蜂）；瞳孔顏色：茶色、血液：A型、生日：8月20日（獅子座）。
第一部：22歲，身高187厘米，體重87公斤。
第二部：42歲，身高187厘米，體重90公斤，「戰神・排行榜」火星戰神榜第三位（與西爾維斯特・阿西莫夫並列）。
日美聯合第一班班長。使用武術：空手道6段。武器：對人大黃蜂蜂毒解毒藥——針便鬼毒酒。
興趣：培育珊瑚。喜歡的食物：火鍋、馬鈴薯燉牛肉、咖哩飯。討厭的東西：狹窄且門是向內側打開的。
非常喜歡打架，正義感很強。15歲時親眼目睹奈奈緒被養父虐待，當場打死他。在少年勞教所出來後追尋奈奈緒接受了BUGS手術。雖是單身，但是因為常年不斷被同性喜歡上而煩惱。
20年前「BUGS 2號」機組人員生還者之一，戰力非常強大，又因有著由於自己的失算導致A.E 病毒流行的那份使命感，經歷過奈奈緒和希拉的死後，決心要徹底幹掉火星異種。
2620年42歲的小吉作為聯合國宇宙航空局（U-NASA）火星探索部隊的總隊長，現在擔任阿尼克斯1號的艦長帶領5名幹部和94名乘員再度前往火星。
蛭間一郎 聲：杉田智和
 日本；男性；手術基本：嗜眠搖蚊。
第一部：18歲，身高170厘米，體重87公斤。20年前「BUGS 2號」機組人員生還者之一。
第二部：38歲，身高170厘米，體重151公斤，擔任日本首相並以日本總代表登場参加聯合國宇宙航空局（U-NASA）会议。
秋田奈奈緒 聲：川澄綾子
 日本；女性；手術基本：蠶蛾；22歲，身高168厘米，體重54公斤，F罩杯。
第一部登場角色。
膝丸燈的母親之一（即是提供基因的人之一）。
經常受到養父的虐待。雖然說話有些粗魯，但其實性格非常溫柔。為了替養父還債而參加BUGS計劃。她的死亡成為小町小吉對抗火星異種的動因。
多納太羅・K・戴維斯（多納特羅・K・戴維斯） Donatello K. Daves 聲：小山力也
 美国；男性；手術基本：子彈蟻；30歲，身高188厘米，體重90公斤。
第一部登場角色。
BUGS2號艦長。為了爭取逃離機會留守BUGS2號，最後缺氧休克后被維多利亞・烏多开枪爆头致死。米歇爾・K・戴維斯的父親。
張明明 聲：高垣彩陽
 中国；女性；手術基本：蘭花螳螂；27歲，身高170厘米，體重56公斤，D罩杯。
第一部登場角色。
BUGS2号副艦長。膝丸燈的母親之一（即是提供基因的人之一）。
原本是為了盜竊被美國獨佔的BUGS手術的技術而從事間諜活動，後來被捕，中國政府進行交涉之後接受了BUGS手術，變身之後的手被蟑螂空手接白刃之後扭斷，並且被砍頭。
提姆 Tim 聲：橋詰知久
 泰國；男性；手術基本：沙漠蝗蟲；21歲，身高179厘米，體重68公斤。
第一部登場角色。
組員中唯二想獵殺異種的人。最後在與異種的戰鬥中重傷。在施打過量藥物的狀況下，因能夠代謝藥物的臟器遭異種重創，導致無法從變態中回復人型，最后以全身沙漠蝗蟲的形態死去。
維多利亞·伍德 Victoria Wood 聲：小清水亞美
 南非；女性；手術基本：扁頭泥蜂；19歲，身高159厘米，體重45公斤，A罩杯。
第一部登場角色。
出生在南非的農村。13歲時父親因傳染病而死，和兄弟們被親戚收養了個遍。家庭相當貧困為了生計去賣淫，後來由於割除女性器官而停止，之後過著盜竊的生活。
哥德·李 God Lee 聲：津田健次郎
 以色列；男性；手術基本：三井寺步行蟲；26歲，身高180厘米，體重80公斤。
第一部登場角色。
被拋棄的孤兒，被武裝組織撿到並培養。為了能活得久一點而練就一身高超的戰鬥本領。但是因為受傷又被組織拋棄。在治療的同時接受BUGS手術，由於是以負傷的狀態接受手術，所以是所有人中最快恢復的，之後頭被蟑螂砍頭而死，屍體被蟑螂利用。
泰嘉斯·比吉 Tejas Vigi 聲：竹内榮治
 印度；男性；手術基本：隱翅蟲 大眼隱翅蟲；26歲，身高175厘米，體重65公斤。
第一部登場角色。
印度一間很小的IT公司老闆的兒子。不想繼承公司，後來市場不景氣，雙親自殺。負債累累只好參加BUGS計劃。
瑪利亞·碧蓮 Maria Billen 聲：水樹奈奈
 美国；女性；手術基本：彩虹锹形虫；24歲，身高170厘米，體重56公斤，G罩杯。
第一部登場角色。
出生在一個貧窮的村子，以向觀光客賣淫為生。15歲時成為一個台灣資本家的養女，當那個男人去世時才知道他已經負債累累。為了還債而參加BUGS計劃。
莎伊娜·艾森休提恩 Saina Eisenstein 聲：下山田綾華
 ；女性；手術基本：卡塔黑象甲 黑硬象鼻蟲；19歲，身高161厘米，體重49公斤，C罩杯。
第一部登場角色。
在一個很小的村莊出生，跳級進入大學，公費到美國留學。可是在這之前的費用已所有親人和村民的積蓄掠奪光。大學畢業後，還有貸款沒有還清，為此參加BUGS計劃。
托西奧·布賴特 Toshio Bright 聲：上田燿司
 英国；男性；手術基本：無霸勾蜓；22歲，身高170厘米，體重55公斤。
日裔英國人。本來是廣受期待的日本天才漫畫家，但是由於過度自我的性格不斷引發糾紛，被業界排擠。為了存錢接受BUGS手術。
魯多姆·布魯克斯繆拉 Redom Burgsmuller 聲：櫻井徹
 美国；男性；手術基本：食蝸步行蟲；26歲，身高170厘米，體重80公斤。
德裔美國人。大學退學後反覆創業失敗。貸款過多無法償還而接受BUGS手術。
約翰·威魯索克 John Wellsoak 聲：佐野康之
 新西兰；男性；手術基本：龍蝨；24歲，身高180厘米，體重88公斤。
和祖母兩人過著牧羊的生活，由於疫病失去了所有的羊。夢想是能帶祖母到海外去旅行。
嚴煥 聲：木島隆一
 中国；男性；手術基本：蝼蛄；24歲，身高180厘米，體重70公斤。
以次子的身份出生，從小打到大在家裏與長子的待遇相差極大。為了得到能與家族徹底斷絕關係所需要的金錢，而參加BUGS計劃。

## 阿尼克斯1號（阿聶克斯1號）母艦
大型宇宙船ANNEX 1號，西元2620年3月4日，由6名幹部和94名乘員組成，全員100名離開地球，前往火星。

### 所屬各幹部
小町小吉
日本；男性；舊式人體改造 『 BUGS手術 』 ：日本大黃蜂（大雀蜂）；瞳孔顏色：茶色、血液：A型、生日：8月20日（獅子座）。
第一部：22歲，身高187厘米，體重87公斤。
第二部：42歲，身高187厘米，體重90公斤，『 戰神・排行榜 』火星戰神榜第三位（與西爾維斯特・阿西莫夫並列）。
日美聯合第一班班長。使用武術：空手道6段。武器：對人大黃蜂蜂毒解毒劑——針便鬼毒酒。
興趣：培育珊瑚。喜歡的食物：火鍋、土豆燉牛肉、咖哩飯。討厭的東西：狹窄且門是向內側打開的。
2620年42歲的小吉作為聯合國宇宙航空局（U-NASA）火星探索部隊的總隊長，現在擔任阿尼克斯1號的艦長帶領5名幹部和94名乘員再度前往火星。待人親切且個性開朗，富有幽默感。對待下屬十分友善，絲毫沒有架子。
喜歡打架，正義感很強。15歲時親眼目睹奈奈緒被養父虐待，當場打死他。在少年勞教所出來後追尋奈奈緒接受了BUGS手術。雖是單身，但是因為常年不斷被同性喜歡上而煩惱。
20年前「BUGS 2號」機組人員生還者之一，戰力非常強大，又因有著由於自己的失算導致A.E 病毒流行的那份使命感，經歷過奈奈緒和希拉的死後，決心要徹底幹掉火星異種。
米歇爾·K·戴維斯（蜜雪兒·K·戴夫斯 / 蜜雪兒·K·戴维斯）Michelle K. Daves 聲：伊藤靜}} {生還者}其中一員
 美国；女性；M.O.手術：馬來西亞爆炸螞蟻 （稀有品種） {昆蟲型}/遺傳『BUGS手術』（昆蟲手術） 子彈蟻。
24歲，身高164厘米，體重85公斤，E罩杯，『戰神・排行榜』火星戰神榜第五位。
瞳孔顏色：藍色、血型：B型、生日：4月19日（牡羊座），最重要的東西：母親在慶祝她就職時送的手錶。
日美聯合第二班班長。使用武術：職業摔角。
喜歡的食物：所有又多又好吃的東西。討厭的東西：精力充沛的大學生。
武器：對巨型蟑螂起爆式純加速裝置——米迦勒之錘（Michael・Hammer）。
聯合國宇宙航空局（U-NASA）火星探索部隊的副隊長。前傳戴維斯艦長的女兒。
『 BUGS 2號 』 艦長多納特羅・K・戴維斯遺下的獨生女。和膝丸燈一樣，由於體質的問題，跟同學或朋友都保持一定的
距離。母親健在。傾向於成為研究者，比起 膝丸燈 在通常狀態時更接近蟲化狀態。為著由於母親在擅自偷聽她的隨身聽之後，一邊說著「女孩子不要老是聽這種東西喲」的話，一邊擅自將加拿大流行音樂拷貝進去的事而煩惱。雖然是E罩杯不過稍微有些累。對膝丸燈有著戀人般的好感。
西爾維斯特·阿西莫夫（西魯維斯塔·阿西莫夫） Sylvester Asimov 聲：石塚運昇
 俄羅斯；男性；M.O.手術：巨大擬濱蟹Pseudocarcinus gigas { 甲殻類型 }。突破極限型態：極限變態『 戰鬥力 一億八千八 』。
51歲，身高190厘米，體重136公斤，「戰神・排行榜」火星戰神榜第三位（與小町小吉並列）。
俄羅斯・北欧第三班班長。使用武術：柔道7段。
武器：對人、對火星進化種貧養階段專用壓縮再生芽——高加索之光。
擁有難以撼動的防禦力與柔道技巧，原跟中國是同盟後面改跟日美聯合同盟。
劉翊武 聲：小村哲生 {背叛者}帶頭首領，之後反叛隨阿尼克斯1號所有隊員在火星上並肩作戰。
 中国；男性；血型：B型；M.O.手術：藍環章魚（藍圈章魚）豹紋蛸 { 軟體動物型 }。
42歲，身高210厘米，體重99公斤，火星戰神榜第四十四位（實際可達『 戰神・排行榜 』排名第四位）。
瞳孔顏色：黑色、血型：A型、生日：7月5日（巨蟹座），興趣：玻璃缸養殖、古代魚的飼養。
中国・亚洲第四班班長。使用武術：北派中國拳法。武器：對人可移植之第二第三心臟——死神轉身。（非公認）
表面上跟其他人一樣是為了捕獲火星蟑螂，其實是跟俄羅斯（已脫離）是為了捕捉膝丸燈跟米歇爾。
手術基本是專門針對人並非火星蟑螂。但對上火星蟑螂時的戰力肯定是在火星戰神榜的十名以內。
阿道夫·萊因哈特（阿道夫·萊因哈德）Adolph Reinhard 聲：遊佐浩二、高森奈津美（少年時代）
 德国；男性；M.O.手術：電鰻 { 魚類型 }。武器：天線飛鏢-rain hard。
27歲，身高180厘米，體重88公斤，『 戰神・排行榜 』 火星戰神榜第二位。
瞳孔顏色：淡綠、血型：O型、生日：12月25日（魔羯座）。
德國・歐洲第五班班長。已故。
擁有非凡的戰鬥力，但卻因家庭問題（妻子出軌且生下情夫的孩子後離家出走）導致一心求死。在巨型蟑螂的圍攻中陷入苦戰。在看到隊員被抓走時及時醒悟大量用藥，並招來雷電攻擊高智慧異種，卻被其他異種使用CPR救回。最後被異種亂石打死。
死亡後隱藏的體內炸彈自爆，德國班（除伊娃以外）和敵方部分異種同歸於盡，其自爆殺死的高智慧型異種等同於領導者地位。死前告誡伊娃再生之後要跟著第一班行動，不要靠近第四班和第六班。
約瑟夫·G·牛頓（喬瑟夫·G·牛頓）Joseph G. Newton 聲：石田彰 {生還者}其中一員
羅馬聯邦；男性。手術基本：真渦蟲（從伊娃身上盜取）及電鰻（從阿道夫身上盜取）；武器：雙手大劍（BUG1 那時遺留的）、塗層式西洋刀——喬治的微笑『喬治・思麥爾斯』（替代品）。
24歲，身高187厘米，體重99公斤，「戰神・排行榜」火星戰神榜第一位。
歐洲第六班班長。使用武術：綜合劍術。
外號「田徑之喬」、「人類的頂點」、「影帝」。
為牛頓家族長期與優秀基因持有者配種產下的「最強的人類」。
初期性格有避戰傾向，但後期展露出壓倒性的戰力，唯一不須變身就可與異種戰鬥的人。
在阿道夫自爆後被火星蟑螂包圍，但後來以其強大的戰力完勝敵人，並追上捉走了膝丸燈跟米歇爾的爆致嵐。
其手術基本是在到達火星後移植伊娃與阿道夫·萊因哈特後自行手術取得。
其實在一開始早就背叛了阿尼克斯1號，先後將蟑螂放進艦內，並且將第六班的成員們燒死，然後攻擊了倖存下來的伊娃，並取得了渦蟲及電鰻的手術成果。

### 第一班乘員
日美聯合第一班。共17名：12名已故，5名生還。
馬科斯·艾林古拉德·加西亞（馬克斯·艾林古拉德·卡西亞/馬可斯·艾林古拉德·加西亞）Marcos Elingrad Garcia 聲：石川界人{ 生還者 } 其中一員
 墨西哥；男性；第一班。手術基本：白額高腳蛛（節肢動物型）。
16歲，身高174厘米，體重69公斤， 『 戰神・排行榜 』火星戰神榜中排名第九位。
瞳孔顏色：綠色、血型：O型、生日：11月25日（射手座）；武器：Arachne Buster-MKII（金屬棒）。
出生在被毒品壟斷組織支配的墨西哥北部小鎮。長期與母親兩人相依為命，父親不知道是不是匪徒。6歲時在母親以前工作的地方遇到了阿萊克斯，雖然現有的大體上都是打工時的經驗，不過全部兼職都是在發薪日的第二天，或者發現發不出薪水的前幾天（又或者前幾分鐘）在他搞清楚之後就跑得沒影。
三條加奈子 聲：高橋智秋}} { 生還者 } 其中一員
 日本；女性；第一班。手術基本：白喉針尾雨燕 { 鳥類型 } 。對巨型蟑螂飛翔輔助飛翼：{ 飛燕 } 。
19歲，『 戰神・排行榜 』火星戰神榜第十五位。
瞳孔顏色：黑色、血型：A型、生日：2月9日 ；武器：Aero Parts。
由足球巨星的父親和藝人的母親所生的，加奈子本人也被視為田徑的明日巨星，但是因為父親攜帶毒品被逮捕導致生活發生了巨變，與原本參與奇怪買賣的母親不和而分開。因為家裏不停地增加借款，而被追債的糾纏不休，為了切斷這關係需要一次性準備一大筆錢而參加了火星任務，喜歡馬科斯。
鬼塚慶次 聲：小野大輔}} { 生還者 } 其中一員
 日本；男性；第一班 。M.O.手術：雀尾螳螂蝦（紋華青龍蝦） { 甲殻型 } 。戰鬥風格：自由拳擊。
24歲，身高175厘米，體重61公斤，『 戰神・排行榜 』火星戰神榜第八位；前轻量级和超轻羽量级拳击冠军。
使用武術：拳擊（前輕量級世界王者）。
瞳孔顏色：黑色、血型：O型、生日：6月23日；武器：Gonna・Fly・Now（甲殼一體式負重護腕）。
最高學歷：新瀉縣御御付市立 御御付中學, 拿手科目：國語`數學`物理`社會課。擅長：英語`技術`家政科`音樂`美術`
體育。
雀尾螳螂蝦的M.O.手術是最強的，原本是要給幹部的能力，但無人適合。
幼年時期在家中度過的時間比較多，看著從母親那裏拿到的古往今來各種電影長大，由於好像是不難減肥的體質，在稱霸了輕量級之後還減輕了體重準備稱霸超輕量級，但是後來因為視網膜脫落而放棄，慶次是屬於手術十分困難的病例，雖然逃過了視網膜脫落的結局，但是需要恢復到再考駕照的程度還需要更多的錢；協會看上他的戰鬥能力及想把他從債務中救出來,
決定實行M.O.手術時，說希望能給他視力最強的生物（螳螂蝦的眼睛，能夠看見人類可視範圍外的光線能分辨十二色，可看見西春麗的迷彩隱形狀態）。
脫除負重護腕後，可使用全力出拳速度，螳螂蝦的出拳速度在水裡有阻力的狀態下是眨眼速度的50倍，若是以人類大小又在陸地上出拳，他的威力非常強力。
賈里德・安德森 Jared Anderson 聲：平勝伊
 美国；男性；第一班，已故。手術基本：虎鲸 { 哺乳型 } 。
25歲，身高181厘米，體重86公斤，『 戰神・排行榜 』火星戰神榜第二十三位。生日：8月16日（獅子座）。
在普通的家庭長大，在本地的高中畢業，申請加入空軍後被分配到通信科。
雖然很為同伴著想，工作也很認真，但是金錢意識薄弱，總是改不掉愛請客跟賭博的習慣導致債臺高築，因此參加了阿尼克斯計劃，由於酒量不好，對於酒精的只有名字很酷的果酒比較瞭解。
希拉・雷威特 Sheila Levit 聲：茅野愛衣
 墨西哥；女性；第一班，已故。手術基本：箭毒蛙 { 兩棲型 } 。
16歲，身高159厘米，體重44公斤，B罩杯，『 戰神・排行榜 』火星戰神榜第八十九位。
瞳孔顏色：淺綠色、血型：O型、生日：9月1日（處女座）。
喜歡的食物：所有辣的東西。討厭的東西：出不了水的自動蓮蓬頭。
無法割捨的東西：8歲時由於在河邊不小心丟了髮夾，而哭泣之後，馬科斯和阿曆克斯鍥而不捨的尋找，最後終於找到失而復得的髮夾。
作為墨西哥北部的皮革工廠主的獨生女，雖然從小沒有受到什麼拘束，不過在父親經營困難的時候，突然被收買了保安的匪徒團夥奪走了家園。
由於身為經營者的父親的教育，面對大麻煩時能非常沉著。與馬科斯和阿曆克斯關係良好。
喜歡小町艦長，被火星異種釋放毒氣擊中胸膛，只到死都沒能對艦長說出那句話，最後在艦長的懷裏永遠合上了眼睛。
河野開紀
 日本；男性；第一班。已故。手術基本：細鱗太攀蛇 { 爬蟲型 } 。
『 戰神・排行榜 』火星戰神榜第二十一位。
中之條江莉佳 聲：加隈亞衣}} { 生還者 } 其中一員
 日本；女性；第一班。手術基本：壁虎 { 爬蟲型 } 。
26歲，身高158厘米，體重54公斤，G罩杯，生日：11月25日（人馬座），『 戰神・排行榜 』火星戰神榜第九十五位。
傑森·卡洛斯·伯恩 Jason Carlos Bourne
 美国；男性；第一班。手術基本：鱗足蝸牛 { 軟體動物型 } 。
於阿聶克斯一號上遭異種拔下頭顱。

### 第二班乘員
日美聯合第二班。共13名：6名已故，7名生還。
膝丸燈 聲：細谷佳正 { 生還者 } 其中一員
 日本；男性；第二班；手術基本：日本原產大蓑蛾（瀕臨滅絕的物種）{ 昆虫型 }  / 遺傳BUGS 手術：蘭花螳螂、蠶蛾。
20歲，身高177厘米，體重91→96公斤，『 戰神・排行榜 』火星戰神榜第六位。
使用武術：日本古武術『膝丸神眼流』。興趣：插圖、讀書。
瞳孔顏色：褐色（茶色）、血型：O型、生日：不明（自己訂為8月2日）；武器 ：振動式忍者刀「膝丸」、皮帶型擠刀《膝丸影打》；流派 ：古武術「膝丸神眼流」 。
喜歡吃的食物：所有又多又好吃的東西。討厭的東西：蟑螂 。
第二部的核心主角之一，外表是東洋人，母親（提供基因的人）為巴格茲2號副艦長張明明和秋田奈奈緒兩人，但父親（提供基因的人）不明。與英語、日語、法語、泰語、漢語寫的信一起被扔在一個叫做「膝丸神眼流」的道場屋簷下。
BUGS 2號，副艦長張明明與秋田奈奈緒之子。
有可能是從作為 BUGS 2號乘員的雙親那（雙親是從BUGS手術獲得） 繼承了那種體質，生來就擁有高密度的肌肉。從兒童養護設施的院長所經營的武術道場那學到了武藝（ 雖然外國的地下拳擊賽被介紹為 「 空手道 」、但實際上是古流柔術）。
為了製作 A・E 病毒的疫苗和獲取病毒的樣本而參加阿尼克斯計劃。對米歇爾・K・戴維斯有著戀人般的好感。
阿歷克斯・坎德雷・斯蒂沃特 Alex Candley Stewart 聲：KENN { 生還者 } 其中一員
 墨西哥；男性；第二班；M.O.手術：哈佩雕 { 鳥類型 } 學名：Harpia harpyja）。
18歲，身高186厘米，體重77公斤，右投左打，『 戰神・排行榜 』火星戰神榜第十二位。
武器 Domestic Blade Stream Slider-MKII（金屬球）。
瞳孔顏色：金色、血型：A型、生日：4月5日（牡羊座）。
鳥類所擁有的上半身肌肉力量與「猛禽類」所擁有的是人類八倍的視力以及鳥類最強的179公斤握力，對令人憎恨的黑色惡魔進行擊殺。
7歲時，由於與母親生離死別和父親來到墨西哥北部他父親的故鄉，在那裏與馬科斯相遇，對曾經只和雙親去看過一次的美國職業棒球大聯盟抱有非常強烈的嚮往，雖然12歲開始就幹送報紙的兼職，不過那份薪水非常微薄，為了獲得美國公民身份和追尋希拉，參加了阿尼克斯計劃。右手投球，左手擊打。
柳瀨川八重子 聲：豐崎愛生 { 生還者 } 其中一員
 日本；女性；第二班；手術基本：臭鼬 { 哺乳型 } 。
20歲，身高169厘米，體重57.5公斤，C罩杯，『 戰神・排行榜 』火星戰神榜第九十八位。生日：7月18日（巨蟹座）。
瞳孔顏色：茶色、血型：B型。喜歡的東西：有愛的男人、討厭的東西:只有愛的男人。
是母親一個人一邊工作一邊帶大的，很少買流行的東西，雖然在初中時被同伴們排擠，不過為了成為和母親一樣的護士而非常認真的學習。
沃魯夫·雷德菲爾德 Wolf Redfield 聲：立花慎之介 { 生還者 } 其中一員
 美国；男性；手術基本：雙髻鯊 { 魚類型 } 。
27歲，身高169厘米，體重58公斤，右投左打，『 戰神・排行榜 』火星戰神榜第九十位。生日：9月11日（處女座）。
二班技術人員程序員。
阿米莉亞·文卡塔斯 Amelia Venkatesh 聲：喜多村英梨 { 生還者 } 其中一員
 美国；女性。手術基本：角鯨 { 哺乳型 } 。
24歲，身高163厘米，體重51公斤，B罩杯，生日：11月1日（天蠍座）。『 戰神・排行榜 』火星戰神榜第七十七位。
喜歡鬼塚慶次。
龍一、龍二 { 生還者 }：龍一
男性。手術基本：鬼面蛛 { 節肢動物型 } 。
『 戰神・排行榜 』火星戰神榜分別為第七十位、五十八位。

### 第三班乘員
俄羅斯・北歐第三班，總班員數12名，生還2名。
埃琳娜·佩雷佩爾金 Elena Pereperkina 聲：朴璐美
 俄羅斯；女性；第三班。手術基本：顛茄 {植物型}。『戰神・排行榜』火星戰神榜第十九位。
已故。伊萬的姐姐，剛登陸火星由於隊長為了省藥疏忽大意被火星異種拔下頭顱。
伊萬·佩雷佩爾金 （伊萬·扎克里耶夫） Ivan Peleperkina 聲：赤羽根健治}} {生還者}其中一員
 俄羅斯；男性；第三班。M.O.手術：曼陀羅花（白曼陀羅） {植物型} 。
16歲，身高173厘米，體重73公斤，『戰神・排行榜』火星戰神榜第十位。
埃琳娜的弟弟。
妮娜·尤基克 Nina Yukirk 聲：甲斐田裕子
 俄羅斯；女性；第三班。手術基礎：以色列金蠍（以色列殺人蠍）尾太蠍 {節肢動物型}。
26歲，身高168厘米，體重61公斤，B罩杯（俄羅斯標準），『戰神・排行榜』火星戰神榜第十七位。
使用武術 : 實戰桑搏格鬥術。
瞳孔顏色：深褐色（深茶色）、血型：B型、生日：11月12日（天蠍座）、興趣：收集漫畫。
喜歡的食物：勃朗峰栗子蛋糕、討厭的東西：放新刊的角落不好找的書店。
與 阿隆·尤基克 結婚 8個還是9個姐妹中排最小，在一個連孩子數量都難以數清的家庭中出生。為了能吃到食物每天都參加格鬥、在此期間磨練出了桑搏的技巧。之後為了真正確保獲得食物而參軍。聽說即是柔道家又是桑搏界活傳說的阿西莫夫參戰而感到興趣、因此同意參加火星任務。最近不願提起自己的星座。以俄羅斯標準是B CUP。於145集被巨型蟑螂首領殺死。
亞歷山大·阿西莫夫 Alexander Asimov 聲：奈良徹
 俄羅斯；男性；第三班。手術基本：蘇門答臘巨扁鍬甲 {昆蟲型};武器：Kavkaz.Kalimka 高加索俠迷（對火星異種大顎充填式特種部隊短刀）。
已故。28歲，身高180厘米，體重89公斤，『戰神・排行榜 』火星戰神榜第七位。小时候成绩非常优秀，但是毕业后毫不犹豫地选择了进入军队。对『军神』西爾維斯特的女儿一见钟情，经过不懈的努力终于赢得了『军神』（及其家人）的认同，然而短暂的幸福却因为妻子染上A.E病毒而终结。参加火星计划想要让俄罗斯最先做出疫苗（给妻子）。因为第四班独占阿尼克斯而憎恨着他们，以必死的决心进入阿尼克斯想要替同伴打开通路，在干掉了第四班大量技术人员后被第四班精锐重创，由于长时间在充满致命细菌的环境行动和过量使用药物最终力竭而死於73話，但死前也成功拖住了第四班的行动。
謝爾蓋·塞列茲諾夫 Sergey Sereznov
 俄羅斯；男性；第三班。手術基礎：日本鼴鼠 { 哺乳型 } 。
29歲，身高188厘米，體重100公斤，生日：7月5日（巨蟹座）。
瞳孔顏色：深綠色、血型：AB型、興趣：借走別人帶來的書或者漫畫。（不還的）
喜歡的食物:關東煮裡的香腸、日本酒。討厭的東西：畫風很好但乳頭卻畫得很含糊的色情漫畫。
雖然在嚴格的軍人家庭長大，但卻無論如何都不喜歡念書。不顧父母的反對以戰鬥人員的身份參軍，但卻因得知即使是在這裏，無論是升遷或其他什麼事都必須好好學習而驚呆了。因為家庭的影響本人覺得自己是個吊兒郎當的大懶蟲，但是周圍的人的眼中卻是個成績非常優秀的人。從父母那裡，聽說傳聞中的『超人』和『軍神』阿西莫夫參戰而感到興趣，因此同意參加火星任務。柔道4段。日語能力評定2級。
阿隆·尤基克 Aaron Yukirk
 俄羅斯；男性；第三班。手術基本：少棘蜈蚣 { 節肢動物型 } 。
25歲，身高190厘米，體重101公斤，生日：7月15日（巨蟹座）。
已故。目標是當一名設計師，但由於僅僅靠設計無法維持生活而未能得到父母的理解，所以決定暫時參軍。
阿娜絲塔西雅·A·波里特科夫斯卡亞 聲：上坂堇 { 生還者 } 其中一員
 俄羅斯；女性；第三班。手術基本：閉戶螲蟷 { 節肢動物型 } 。
30歲，身高159厘米，體重50公斤，C罩杯，『 戰神・排行榜 』火星戰神榜第二十位。

### 第四班乘員
中國・亞洲第四班，總班員數18名，生還4名。全員的火星戰神榜皆為假造的。
傑特 Jet 聲：高橋英則{背叛者}乘員之一，最後亦是{生還者}其中一員
 泰國；男性。手術基本：老虎槍蝦 { 甲殼型 } 。火星戰神榜第六十一位（實際可達『戰神・排行榜』排名第十三位）。
25歲，身高176厘米，體重80公斤。使用武術：東南亞武器術「KRABI KRABONG」。
專用偵查工具為鎧甲型——小型全方位聲吶「銀河蝦虎魚」。（非公認）
出拳的拳風可以把人轟出幾公尺外。
西春麗 {生還者}其中一員
 中国；女性；M.O.手術：火焰烏賊（南華烏賊） {軟體動物型}。火星戰神榜第九十九位（實際可達『戰神・排行榜』排名第七位）。
24歲，身高173厘米，體重64公斤，F罩杯，生日：5月19日（金牛座）。戰鬥風格：中國拳法。
在原本是寺院但實際是為了培養能進入軍隊的孩子的機構，被教會了各種特務技巧。雖然名字是寺裏的同伴起的，但她很討厭部隊裏的人直呼其名。
紅 聲：佐佐木望 {生還者}其中一員
 中国；女性。M.O.手術：炭疽桿菌 {細菌型}。
16歲，身高151厘米，體重42公斤，C罩杯，生日：2月22日（雙魚座）。『戰神・排行榜』火星戰神榜第九十七位。
專用武器 ：對人或巨型蟑螂毒素填充吹箭『 積屍氣奔星 』（非公認） 。
從西春麗那裏接受教育，很快就學會了文字和普通話，頭腦應該不差，關於戰神排行榜偽裝，劉翊武並沒有什麼特別的指示。
在無數無戶籍的孩子中僅僅因為「是個長得不錯的女孩子」的這個條件被招收進了機構。雖然名義上是16歲，但實際上恐怕只有14至15歲。
爆致嵐
 中国；男性。M.O.手術：柔軟壺海鞘 {脊索動物型}。（戰神・排行榜）火星戰神榜第五十位（實際可達『戰神・排行榜』排名第十二位）。
26歲，身高183厘米，體重96公斤，瞳孔顏色：黑色、血型：AB型，生日：6月6日（雙子座）。
第四班的克隆人
抓獲了膝丸燈、米歇爾、阿曆克斯、八重子。正要與劉翊武會合。
孛兒只斤・德鲁奇巴基 Bordgeen Doldberg {背叛者} 乘員之一，最後亦是{生還者} 其中一員
 蒙古国；男性。手術基本：灰狼 { 哺乳動物型 } 。火星戰神榜第四十九位（實際可達『 戰神・排行榜 』排名第十六位）。
23歲，身高197厘米，體重108公斤，瞳孔顏色：黑色、血型：B型，生日：11月29日（射手座）。
出生在蒙古都市的中產家庭。在文武俱佳的大學畢業後就在軍隊裡就職，因阿尼克斯計劃的人選大部分是強制性的，且自己家沒有權力而接受了去火星的任務。
關於在 戰神・排行榜 的偽裝，劉給了「男孩子就要努力以50位左右為目標! 健壯的孩子要假裝身體非常僵硬，要讓沒有運動神經的印象深入人心!」這樣的指示。不過其實他的身體非常柔韌。因在電影裡看到動物出現就老是流淚而煩惱。
高俊
 中国；男性
被亞歷山大殺死在飛彈車上。
悠
 中国；女性。手術基本：盲鰻 { 魚類型 } 。
在阿聶克斯一號上首先遭異種殺害。

### 第五班乘員
德國・南美第五班。除了伊娃以外，全員陣亡。
伊娃·弗羅斯特 Eva Frost 聲：佐倉綾音 {生還者}其中一員
 德国；女性；第五班。M.O.手術：真渦蟲  { 扁形動物型 } 。
18歲，身高162厘米，體重54公斤，H罩杯，『 戰神・排行榜 』火星戰神榜第一百位。
是居住與德國北部郊外的IT巨頭的獨生女。但是因為父母超乎尋常的潔癖與過度保護，幾乎不允許走出別墅，在徹底的管理中長大，就連失去財產的時候也不允許出去工作而直接接受M.O手術。在火星上因為自己被阿道夫‧萊因哈特保護不被亂石砸死，後來在阿道夫‧萊因哈特自爆後用自己M.O手術的能力復活，結合了阿道夫‧萊因哈特的能力，變得比以前還要強。
伊莎貝拉·R·里昂 Isabella R. Leon 聲：東條加那子
 巴西 ；女性；第五班。手術基本：沙螽 { 昆虫型 } 。
19歲，身高174.5厘米，體重61公斤，D罩杯，『 戰神・排行榜 』火星戰神榜第十三位。武器：對巨型蟑螂攻擊用蹴球式護腿《巴黎嘉年華》
瞳孔顏色：鈷藍色，血型：O型，生日11月21日（天蠍座）。
出生在鄉村小鎮貧困的農場工人家庭，雖然為了幫補家用，在農場主的宅邸裏當女傭，不過在要被主人的兒子強暴時進行反擊讓他受了重傷。
珊卓·霍夫曼 （珊德拉·霍夫曼） Sandra Hoffman 聲：平野綾
女性；28歲，手術基本：疑似是貓{ 哺乳動物型 }。
與丈夫天人兩隔，她8歲的兒子感染了病毒，為了賺取給兒子治病的錢，為了協助疫苗的開發，來到了火星。
恩里凱 Enrique 聲：羽多野涉
手術基本：疑似是鯊魚{ 魚類型 }。
瓦克・艾里克森 Wacker Erickson 聲：赤澤涼太
男性；21歲，出身秘魯的山村，雖然沒有親人，但是為了償還村子因天候異常欠下的債務，來到了火星。
弗里茲 Fritz 聲：各務立基
安德尼奧 Andernio 聲：小田柿悠太
手術基本：疑似是河魨{ 魚類型 }。
米拉皮克斯 Mirapics 聲：東條加那子
手術基本：疑似是鳥{ 鳥類型 }。
喬漢 Johan 聲：竹内榮治
手術基本：疑似是烏龜{ 爬蟲類型 }。
雷謝爾 Rachel 聲：竹内榮治

### 第六班乘員
歐洲・非洲第六班。從漫畫第170話得知，全數的組員遭到班長約瑟夫殺害，屍體也被第四班的拿去利用。
瑪爾西亞 Marcia
羅馬聯邦；女性；第六班。手術基本：射水魚，『 戰神・排行榜 』火星戰神榜第十一位。
被班長約瑟夫留下保護第六班的非戰鬥成員（實際上是被約瑟夫殺害），其特性第一次出場是在火星異種的手臂上。
穆特巴 納爾遜 穆特基奇二世 Muteba Nelson Mutekichi Invictus Jr.
 南非；男性。手術基本：蜜獾 { 哺乳動物型 } 。20歲『 戰神 · 排行榜 』火星戰神榜第十四位。
他與瑪西亞一起出現在喬瑟夫的回憶中，站在瑪西亞的右邊。
武器：“變形者氣味偵察無人機”“熊側踢”，它會傳達出一種嗅覺代碼，使能力者比badge更能理解。
我喜歡的是時尚，而我不喜歡的是一個神秘的咒語，上面寫著：“這件衣服是ML的發展。”
格鬥風格是柔道 Kosen Judo，夢想為為武術愛好者創立了一個男裝品牌，這些人在回到地球後在時尚界經常被忽視。
被班長喬瑟夫留下保護第六班的非戰鬥成員（實際上是被喬瑟夫殺害），其特性第一次出場是在火星異種身上。

## 其他人物
源百合子|聲：戶松遙
 日本；女性，20歲，身高151厘米，體重40公斤，AA罩杯。
瞳孔顏色：黑，血型：A型，生日8月2日（獅子座），已故。
燈的青梅竹馬。4歲時雙親因為交通事故而死亡。沒有親戚，跟燈寄養在同一間設施。17歲時感染了A.E病毒。一般醫院都聲稱找不到原因，由於心臟快要失去功能，正處於等待移植的狀態；但等到被U-NASA發現並搶救時，卻為時已晚最後還是宣告不治。
布萊恩·喬米|Brian Jomi
 美国；男性，熊？，14歲，身高251厘米，體重342公斤，流派：無。
春風櫻人|聲：青木柚
 日本；男性。10歲，身高127厘米，體重27公斤。
瞳孔顏色：黑、血型：O型、生日9月30日（天秤座）。
A·E病毒感染者。由於母親是在U-NASA的日本分部擔任一般職員，被轉移到美國的專門病房。骨髓失去功能，接受姐姐的骨髓移植而安定下來，處於不能離開病房的狀態。
在燈處於低谷時安慰燈，也是燈能來到火星的主要動力源，燈也表示過會從火星待會疫苗來救助櫻人和其他感染A.E病毒的病人。
吉娜·S·阿西莫娃|Dzhina S. Asimova|聲：渡邊明乃
 俄羅斯；女性。28歲，身高176厘米，體重67公斤，F罩杯。
雖然因母親的醫院就讀了男女混合的學校，但因為在當地父親太過有名，來和她搭話的只有同性。去莫斯科留學的時候也一樣，因為在大學十分優秀幾乎所有的男生都知道阿西莫夫。
懷孕的時候感染了A.E病毒。胰臟和肺部都發生了病變。雖然靠最新的醫療技術保住了性命，但現狀是大人和腹中的孩子只能留一個，亞歷山大的妻子。

### 聯合國宇宙航空局（U-NASA）
蛭間七星 聲森川智之
27歲，179厘米，112公斤。
瞳色：黑。血液型：A型。生日：7/20（巨蟹座）。
蛭間一郎的弟弟，蛭間家六男。得知自己能讀到大學都是多虧了一郎BUGS手術的契約金，而對哥哥一郎非常感恩。雖然是個看起來非常認真嚴謹的人，但家務全部不會做（在老家都是哥哥姐姐做的），房間非常髒。前幾天還因為不知道日式蕎麥麵汁的瓶子埋在被子裡，而買了瓶新的，現在七星的房間有4瓶日式蕎麥麵汁。
聯合國宇宙航空局（U-NASA）「ANNEX1號計劃」副司令官，日本航空自衛隊三等空佐。
喜歡的食物：內臟火鍋。
討厭的東西：將「有大逆轉呦」作為預告的小說宣傳。
興趣：吃便利店便當比賽。
蛭間六嘉 聲水島大宙
蛭間一郎的弟弟。

### 各國元首
劉就武 聲：井上和彦
 中国；男性。
中國國家主席，命令劉翊武帶領第四班捕捉膝丸燈跟米歇爾。
蛭間一郎 聲：杉田智和
 日本；男性；手術基本：嗜眠搖蚊。
第一部：18歲，身高170厘米，體重87公斤。20年前「BUGS 2號」機組人員生還者之一。
第二部：38歲，身高170厘米，體重151公斤，日本總理大臣，以日本總代表登場参加聯合國宇宙航空局（U-NASA）会议。
盧克·斯諾連森 Luke Snorresson  聲：小杉十郎太
羅馬聯邦；男性
新興國家羅馬聯邦第一任總統
布萊迪迷爾·斯麥爾斯 Vladimir A. Smiles 聲：若林亮
 俄羅斯；男性
俄羅斯總統
佩托拉·艾茵海姆 Petra Eheim 聲：橘U子
 德国；女性
德國總理
杰拉爾德·古德曼 Gerald Goodman 聲：森泉賢一
 美国；男性
美國總統

### 科學家
亞歷山大・古斯塔夫・牛頓（阿雷庫桑德・古斯達夫・牛頓）|聲：中田譲治
國際聯合航空宇宙局（U-NASA）「BUGS2号計畫」最高負責人。男性。
本多晃|聲：家中宏
 日本
第一部
博士。東工大教授。國立城南高校出身。
企圖將火星蟑螂的卵帶回地球當做致勝武器，但卻因為高智慧型異種覺醒而宣告失敗。
第二部
遭到追捕而隱姓埋名，藏身於某家酒館擔任酒保，后被蛭間七星找到并带走。

### 中國軍方
凱
 中国，男性。手術基本：殭屍螞蟻真菌 { 真菌型 }
中國太空船「九頭龍」之幹部，左臉有燒傷，可如扁頭泥蜂操縱蟑螂。
爆
 中国，男性。手術基本：柔軟壺海鞘 { 脊索動物型 } 。
中國太空船「九頭龍」之幹部，左眼失明，實際上為第四班的爆致嵐本尊。

### 一警護
草間 朝太郎 聲：平川大輔
 日本，男性；手術基本：貓頭鷹 { 鳥型 } 。
第二部：38歲。<開拓精神號>飛船機組人員，為了營救被火星異種追殺的美日聯合班而前往火星。回到地球後，他被分配到私人保安公司一警衛作為重新僱用美日聯合團隊的地方。
第三部：39歲，身高183厘米，體重91公斤。在對付地球上火星異種之最高領袖<祈禱者>而現身敵人飛機上，透露了其M.O.手術之能力。所用之武術為膝丸神眼流 免許皆傳。日本排行榜第三位。最終敗於<祈禱者>手下，生死未卜。

## 巴格茲1号乘員（BUGS 1號）
喬納森・雷德-BUGS1號艦長
 美国 男性
39歲 身高177厘米 體重77公斤。
第零部登場角色。
喬治・史米爾斯
 美国 男性
25歲 身高170厘米 體重68公斤。
第零部登場角色。
麗莎・川
 日本 女性
25歲 身高161厘米 體重50公斤 D罩杯。
第零部登場角色。
肯特・荷蘭
 新西兰 男性
26歲 身高186厘米 體重101公斤。
第零部登場角色。
托馬斯・貝爾伍德
 美国 男性
31歲 身高170厘米 體重87公斤。
第零部登場角色。
卡洛斯・米尼里
 美国 男性
31歲 身高182厘米 體重73公斤。
第零部登場角色。

### U-NASA
M･K･戴夫斯
 美国 男性
BUGS1號計畫責任者。司令官。42歲。